# Södra Finnskoga socken
Södra Finnskoga socken i Värmland ingick i Älvdals härad, ingår sedan 1974 i Torsby kommun och motsvarar från 2016 Södra Finnskoga distrikt.
Socknens areal är 608,15 kvadratkilometer varav 588,43 land. År 2000 fanns här 490 invånare. Kyrkbyn Bograngen med sockenkyrkan Södra Finnskoga kyrka ligger i socknen.   

## Administrativ historik
Socknen bildades 1831 genom en utbrytning ur Dalby socken.
Vid kommunreformen 1862 övergick socknens ansvar för de kyrkliga frågorna till Södra Finnskoga församling och för de borgerliga frågorna bildades Södra Finnskoga landskommun. Landskommunen uppgick 1952 i Finnskoga-Dalby landskommun som 1974 uppgick i Torsby kommun. Församlingen uppgick 2010 i Övre Älvdals församling.
1 januari 2016 inrättades distriktet Södra Finnskoga, med samma omfattning som församlingen hade 1999/2000.  
Socknen har tillhört län, fögderier, tingslag och domsagor enligt vad som beskrivs i artikeln Älvdals härad. De indelta soldaterna tillhörde Värmlands regemente, Elfdals kompani.

## Geografi
Södra Finnskoga socken ligger i nordligaste Värmland vid gränsen mot Norge kring Medskogsån, Lettälven och Rangsjön. Socknen är en kuperad skogsbygd med höjder som i Rangberget i norr når 690 meter över havet.

## Fornlämningar
Från stenåldern har en boplats påträffats.

## Namnet
Namnet skrevs 1840 Södra Finnskoga och sammanhänger med att området är en finnbygd, ett skogsområde som koloniserades av finnar i början på 1600-talet.

## Befolkningsutveckling
| Befolkningsutvecklingen i Södra Finnskoga socken 1840–1990                                               | Befolkningsutvecklingen i Södra Finnskoga socken 1840–1990 | Befolkningsutvecklingen i Södra Finnskoga socken 1840–1990 | Befolkningsutvecklingen i Södra Finnskoga socken 1840–1990 | Befolkningsutvecklingen i Södra Finnskoga socken 1840–1990 |
| --- | ---------------------------------------------------------- | ---------------------------------------------------------- | ---------------------------------------------------------- | ---------------------------------------------------------- |
| |                                                            |                                                            |                                                            |                                                            |
| År |                                                            |                                                            | Folkmängd                                                  |                                                            |
| 1840 | 1840                                                       |                                                            | 1 426                                                      |                                                            |
| 1850 | 1850                                                       |                                                            | 1 547                                                      |                                                            |
| 1860 | 1860                                                       |                                                            | 1 766                                                      |                                                            |
| 1870 | 1870                                                       |                                                            | 1 677                                                      |                                                            |
| 1880 | 1880                                                       |                                                            | 1 782                                                      |                                                            |
| 1890 | 1890                                                       |                                                            | 1 516                                                      |                                                            |
| 1900 | 1900                                                       |                                                            | 1 611                                                      |                                                            |
| 1910 | 1910                                                       |                                                            | 1 795                                                      |                                                            |
| 1920 | 1920                                                       |                                                            | 1 747                                                      |                                                            |
| 1930 | 1930                                                       |                                                            | 1 780                                                      |                                                            |
| 1940 | 1940                                                       |                                                            | 1 629                                                      |                                                            |
| 1950 | 1950                                                       |                                                            | 1 477                                                      |                                                            |
| 1960 | 1960                                                       |                                                            | 1 360                                                      |                                                            |
| 1970 | 1970                                                       |                                                            | 826                                                        |                                                            |
| 1980 | 1980                                                       |                                                            | 651                                                        |                                                            |
| 1990 | 1990                                                       |                                                            | 573                                                        |                                                            |
| Anm: Källor: Umeå universitet - Tabellverket 1749-1859, Demografiska databasen, CEDAR, Umeå universitet. |                                                            |                                                            |                                                            |                                                            |